# Ларионовы (купеческий род)
Ларионовы — сибирский купеческий род, известный с XVIII века. Из пяти поколений Ларионовых к купеческому сословию относились представители трёх.

## Состав рода
Отсчёт династии ведётся от Петра Фёдоровича Ларионова, сына посадского человека Фёдора Ларионова (умер к началу 1790-х), родственника купца третьей гильдии Иркутска Емельяна Григорьевича Ларионова (1758 — 2 (14) июня 1807). У Фёдора Ларионова и его жены, Татьяны Михайловны, было четыре ребёнка: сыновья Николай (умер 17 (29) июня 1807), Степан, Пётр и дочь Февронья.
Степан Фёдорович Ларионов в конце XVIII века уехал осваивать Аляску. Он был старостой промышленников в крепости Якутат и имел неприязненные отношения с начальником посельщиков Поломошным. Оставив в Иркутске одну жену, завёл в Якутате новую семью. Погиб в стычке с тлинкитами в 1804 или 1805 году.

### Пётр Фёдорович Ларионов
Пётр Фёдорович Ларионов родился в 1760 году (по другим данным — в 1761). С 1780 года работал приказчиком. Служил у купца первой гильдии Тотьмы.А. Г. Панова, купца второй гильдии Иркутска Николая Прокопьевича Мыльникова (по поручению которого ездил в Охотск), иркутского купца И. Д. Мичурина. В 1790-е годы Ларионов стал купцом третьей гильдии Иркутска, затем в 1795 году впервые объявил капитал в 2010 рублей в Красноярске. Около 1798 года он окончательно обосновался в Красноярске. В последующие годы неоднократно переходил из купеческого сословие в мещанское и обратно. В 1802—1805 и 1817—1819 годах избирался на должность бургомистра Красноярска, а с 1 февраля по 8 апреля 1802 года, во время отсутствия городского головы, исполнял его обязанности.
Ларионов занимался скупкой в окрестностях Красноярска различных товаров: хлеба, масла, мёда, сала, кожи и скота — и переправкой их для перепродажи в Иркутск. Кроме этого, владел небольшим мыловаренным заводом, где производил 150—200 пудов мыла в год. Установлено, что завод уже работал в 1812 году и продолжал деятельность в 1820-х годах. Из двух дел о взыскании денег известно о подрядах Ларионова при строительстве Благовещенской и Всехсвятской церквей. Единственный из всех купцов Красноярска вложил деньги в Российско-американскую компанию.
В начале 1820-х годов Ларионов построил в Красноярске каменный дом, один из первых в городе, сохранившийся до настоящего времени.
Как последний оставшийся в живых сын Фёдора Ларионова, Пётр Фёдорович признавался главой рода всеми членами семьи. К нему обращались за помощью вдовы старших братьев, а сестра Февронья, до конца жизни не вышедшая замуж, проживала в его доме.
Женой Петра Фёдоровича Ларионова стала Екатерина Михайловна Алексеева (1771—1841), дочь сибирского дворянина Михаила Егоровича Елисеева. В браке родились три сына: Андрей (умер в младенчестве), Иван и Александр — и две дочери: Федосья (1805—?) и Александра (1807—?). Все дети Петра Фёдоровича были грамотны, получили домашнее образование.
Федосья Петровна Ларионова вышла замуж за сына красноярского купца Алексея Сколкова, Александра.

### Иван Петрович Ларионов
К 1817 году Иван Петрович Ларионов (1794—?) вошёл в торговое дело отца. Много ездил по сибирским городам, бывает в Барнауле, Енисейске, Иркутске. После смерти отца взял в свой капитал младшего брата Александра, затем стал вести дело единолично, записавшись купцом третьей гильдии. В 1863 году объявил капитал по второй гильдии.
Как и отец, торговал разнообразными товарами, держал лавку в гостином дворе Красноярска. В 1820-е годы увлёкся пчеловодством и впоследствии организовал собственную пасеку в деревне Еловка. С 1850-х годов к имевшемуся мыловаренному производству добавил кирпичный и свечной заводы. Некоторое время держал акции Российско-американской компании.
Как и отец, Иван Петрович активно участвовал в общественной жизни, избирался городским головой, заседал в городском суде. При его участии был выстроен новый каменный гостиный двор. Во время голода 1839—1842 годов торговал хлебом со скидкой.
Женой Ивана Петровича Ларионова стала дочь красноярского купца третьей гильдии Константина Петровича Чебакова, Аграфена (1807—?). В браке родились два сына: Иван (1840 — не ранее 1890) и Пётр (1841— не ранее 1890) — и две дочери: Мария (1834—?) и Елизавета (умерла в младенчестве).
Младший брат Александр взял в жёны Анфису Лаврентьевну (1823—?). Он умер до 1863 года, вдову, четырёх сыновей: Петра, Фёдора, Георгия, Николая — и дочь Ольгу взял на попечение дядя.

### Четвёртое поколение
Оба сына Ивана Петровича Ларионова остались в купечестве по второй гильдии. Иван Иванович Ларионов продолжал торговать и заниматься производством воска и свечей. Занимал должности в городской управе и суде, был товарищем красноярского купеческого старосты. Не был женат.
Пётр Иванович Ларионов продолжал торговлю. С 1871 по 1874 годы заседатель в городском суде Красноярска. С 1897 по 1906 года избирался на должность старосты Воскресенского собора. Его женой стала Акулина Николаевна. В браке родились сын Сергей (1888—?) и дочь Александра (1880—?).
состояли ли они в купечестве, чем занимались и как жили..
Георгий Александрович Ларионов (1852 — не ранее 1893) обучался в Томской гимназии, затем поступил в Санкт-Петербургский университет, который окончил с золотой медалью. По возвращении в Красноярск занимал должность в городской управе, служил маклером и нотариусом. В 1889 году записался в купечество. В 1893 году был гласным Красноярской думы, участвовал в качестве претендента в выборах городского головы.

## Возможные представители рода
Порфирий Петрович Лаврентьев — предположительно сын Петра Фёдоровича Лаврентьева, в 1839 году — купец третьей гильдии.